# Dominique Maillet
Dominique Maillet és un crític, guionista i director de cinema francès. Va exercir com a crític de cinema durant la dècada del 1970, col·laborant a les revistes Cinématographe i La Revue du cinéma. Va realitzar alguns curtmetratges durant el mateix període.

## Filmografia
Curtmetratges
- 1975: Pauvre Sonia, amb el que participà a la selecció oficial del VIII Festival Internacional de Cinema Fantàstic i de Terror.[2]
- 1978: Les seize ans de Jérémy Millet
- 1979: Carole
- 1980: Ferdinand
- 1981: Victor
- 1985: Femme fidèle
- 2011 : Jean Marais, héros malgré lui - documental
- 2013: Luchino Visconti : la quête de l'impossible

Llargmetratges
- 1995: Le Roi de Paris
- 2010: Conversation avec JLG
- 2012: La Mémoire dans la chair[3]
- 2015: Orson Welles ou le pouvoir de l'illusion[4]

## Publicacions
- Philippe Noiret, Henri Veyrier, 1989
- En lumière. Les directeurs de la photographie vus par les cinéastes, Dujarric, 2001